# Melina Natale
Melina Deborah Natale (* 3. Januar 1990 in München) ist eine deutsche Drehbuchautorin, Redakteurin und Lehrbeauftragte am Institut für Medienwissenschaft der Universität Tübingen. Im Februar 2025 wurde sie in den Vorstand des Deutschen Drehbuchverbands (DDV) gewählt, in dem sie seit 2018 Mitglied ist.

## Leben
Melina Natale wuchs in Wolfratshausen auf und ist eine späte Nachfahrin der Malerin Anna Stainer-Knittel auf deren Leben der Roman und die fiktionale Figur der Geierwally basiert.
Nach ihrem Abitur studierte Natale Allgemeine Rhetorik und Medienwissenschaften an der Eberhard Karls Universität in Tübingen und schloss das Studium dort 2012 mit dem Bachelor of Arts ab. 2016 absolvierte sie das Summer School Program der School of Cinematic Arts an der University of Southern California in Los Angeles.
Von 2012 bis 2018 war sie beim Medienkonzern ProSiebenSat.1 angestellt: Nach einem crossmedialen Volontariat in der Online- und Social-Media-Redaktion von prosieben.de, arbeitete sie als Redakteurin für den Frauensender sixx und wechselte danach in die US-Serien-Redaktion, wo sie die Programmplanung und Synchronisation von Formaten wie 2 Broke Girls, Two And A Half Men und The Big Bang Theory für ProSieben betreute.
Im Jahr 2018 machte sie sich als freie Drehbuchautorin selbstständig und schrieb seitdem unter anderem für die 3. Staffel der RTL-Dramedy Sankt Maik, der 6. Staffel von Spotlight und der 3. Staffel Almania. Außerdem war sie in Writers' Rooms für diverse Entwicklungen von Amazon Prime Video und Disney+ angestellt.
Im Sommer 2023 moderierte sie im Rahmen des Filmfest München ein Panel des Deutschen Drehbuchverbands zum Autorenstreik mit Autor, Produzent und Journalist Stephen Schiff.
2024 produzierte Network Movie eine nach einer Idee von Natale entwickelte Workplace-Comedy mit dem Arbeitstitel Mädchen für alles für ZDFneo. Am 27. Juni 2025 wurde die Serie unter dem neuen Titel Nighties online auf ZDF.de veröffentlicht und zusätzlich ab dem 1. Juli dienstags um 21:45 Uhr in Doppelfolgen auf ZDFneo ausgestrahlt. Als Headautorin schrieb sie die Drehbücher zusammen mit Julian Adiputra Witt und Sharyhan Osman im Writers' Room. Die achtteilige Serie spielt in einem kleinen, heruntergekommenen Hotel in der Münchner Bahnhofsgegend mit Tamara Romera Ginés, Stella Goritzki, Adnan Maral, Ben Felipe und Mariananda Schempp in den Hauptrollen. Der Dreh fand im Herbst 2024 in Köln statt. Die Comedy erhielt überwiegend sehr positive Rezensionen mit einer fünf Sterne Bewertung von tittelbach.tv, die Nighties als "Fest für Genre-Fans" beschreibt und sowohl das Einfallsreichtum als auch die schauspielerische Leistung des Ensembles lobt. Die Kritik der TAZ attestiert: "Natale hat ein hervorragendes Debüt als Headautorin vorgelegt, das vor allem eines ist: eine warmherzige Ode an Nachtstunden und Nachteulen."
Am 14. Februar 2025 moderierte Melina Natale zusammen mit DDV-Vorstand Christian Lex die Preisverleihung des deutschen Drehbuchpreis im Rahmen des Berlinale-Empfangs des Deutschen Drehbuchverbands.
Melina Natale lebt und arbeitet als freie Autorin in München.

## Filmografie (Auswahl)
- 2019: Sankt Maik (Fernsehserie)
- 2020: Das Internat (Fernsehserie)
- 2021: Spotlight (Fernsehserie)
- 2025: Nighties (Fernsehserie)
- 2025: Almania (Fernsehserie)